# Toast Skagen
Pour les articles homonymes, voir Skagen (homonymie).
Le toast Skagen est une entrée et un plat suédois. Il se compose de deux morceaux de pain grillé et d'une salade de crevettes appelée skagenröra, généralement préparée avec de la mayonnaise, de la moutarde et de l'aneth, et garnie d'œufs,,. Parfois, du crabe remplace les crevettes. Le nom du plat vient de Skagen, au Danemark, mais le plat n'y est pas très connu et est surtout populaire en Suède, où il a été créé par le restaurateur et chef cuisinier Tore Wretman, basé à Stockholm, qui a présenté le toast Skagen au public dans les années 1950,.